# 라쿠프 쳉스토호바
라쿠프 쳉스토호바(폴란드어: Raków Częstochowa)는 쳉스토호바 시를 연고로 하는 폴란드의 프로 축구 클럽이다. 현재 폴란드 최상위 리그인 엑스트라클라사에 참가하고 있다. 약칭 라쿠프(폴란드어: Raków)로 불리기도 한다.

## 선수 명단

### 현역
참고: FIFA 자격 규정에 따라 소속된 국가대표팀 국기를 표시합니다. 선수는 복수의 FIFA 비회원국 국적을 가지고 있을 수 있습니다.
| 번호 | 포지션 | 국적       | 이름                     |
| ---- | ------ | ---------- | ------------------------ |
| 15   | MF     | 콜롬비아   | 헤수스 디아스            |
| 17   | FW     | 포르투갈   | 레오나르도 로차          |
| 18   | FW     |            | 요나탄 브레우트 브루네스 |
| 20   | MF     |            | 장 카를루스              |
| 23   | MF     |            | 페테르 버라트            |
| 24   | DF     | 크로아티아 | 조란 아르세니치          |

| 번호 | 포지션 | 국적 | 이름              |
| ---- | ------ | ---- | ----------------- |
| 84   | MF     |      | 아드리아노 아모림 |

## 역대 감독
| 감독          | 임기        |
| ------------- | ----------- |
| 예지 브젱체크 | 2010 ~ 2014 |

틀:라쿠프 쳉스토호바 선수 명단